# Les Arcanes du Midi-Minuit
Les Arcanes du Midi-Minuit est une série de bande dessinée policière et steampunk, écrite par Jean-Charles Gaudin, dessinée par Cyril Trichet et colorisée par Angélique Césano (tomes 1 à 6), Yoann Guillo (tomes 7 à 13) puis Joël Odone.
Publiée depuis 2002 par la maison d'édition française Soleil, elle comptait en 2024 seize albums.

## Synopsis
Jim Mc Kalan est un des meilleurs éléments des services secrets du Roi. Sa cousine Jenna, qui tient officiellement une horlogerie de grande renommée, baptisée « le Midi-Minuit », lui apporte une aide précieuse dans chacune de ses enquêtes. Entre meurtres et disparitions, ils déjouent les plans les plus machiavéliques ! Une question subsiste néanmoins à leur sujet : ils n’ont jamais été vus ensemble ne serait-ce qu’une seule fois… Quel est leur secret ? Leurs missions, toutes aussi mystérieuses les unes que les autres, nous plongent dans un univers de Steam-fantasy où fantastique, suspense et humour sont les maîtres mots.
Jim et Jenna sont en fait liés par un phénomène étrange : ils sont interchangeables et ne peuvent coexister. Quand l'un a atteint son temps imparti dans le monde, il pose les mains sur une surface réfléchissante et change de place avec l'autre.
L'originalité du concept des deux héros dans un même corps permet au scénariste de créer des situations de quiproquo comiques d'où ressortent de l'action. Cela permet aussi de varier les points de vue, Jim et Jenna n'ayant pas les mêmes méthodes et étant complémentaires.

## Personnages
- Jim Mc Kalan : agent des services spéciaux du Roi, cousin de Jenna bien qu'on ne les ait jamais vus ensemble. Il est révélé dans le tome 12 : les origines, qu'il n'est pas le cousin de Jenna et qu'ils ont inventé ceci pour faire taire les ragots qui porteraient à leurs sujets et pour faire de leurs faiblesse, une force.
- Jenna Mc Kalan : cousine de Jim, elle tient officiellement une horlogerie (le Midi-Minuit) mais participe aussi aux enquêtes. Il est révélé dans le tome 12 : les origines, qu'elle n'est pas la cousine de Jim.
- Beltran d'Amblin : membre de la famille royale plus précisément le neveu du roi, il arrive dès le premier tome pour assister Jim et Jenna dans leurs enquêtes pour devenir lui aussi un agent spécial. Il vit en couple avec Marnie.
- Fernand Lloyd: Chroniqueur des Arcanes du midi-minuit, c'est grâce à lui que l'on connaît les aventures de Jenna et Jim. Bien qu'il ne participe pas aux poursuites (il a au moins 80 ans), il participe aux enquêtes en faisant profiter les autres membres du groupe de son incommensurable expérience.
- Marnie: Originellement secrétaire aux services spéciaux du roi, elle deviendra indispensable dans les enquêtes et presque une agent elle aussi. Elle était amoureuse de Jim (tomes 1), mais elle est maintenant en couple avec Beltran d'Amblin.
- Josh: Jeune homme issu des quartiers sensibles de York City, il a grandi dans la rue. Il devient ami avec l'équipe en les aidant dans leurs enquêtes.

## Albums
- Les Arcanes du « Midi-Minuit », Soleil :

1. L'Affaire du Nalta P312, 2002  (ISBN 2-84565-215-1)[1],[2].
2. L'Affaire de la ligne 11, 2003  (ISBN 2-84565-478-2).
3. L'Affaire « Collossos », 2004  (ISBN 2-84565-748-X)[3].
4. L'Affaire du Oungan, 2005  (ISBN 2-84946-059-1)[4].
5. L'Affaire Sylvak, 2006  (ISBN 2-84946-500-3).
6. L'Affaire du détenu 3491, 2008  (ISBN 2-302-00003-X)[5].
7. L'Affaire Rivendalwn, 2009  (ISBN 978-2-302-00633-1)[6].
8. L'Affaire Trinski, 2011  (ISBN 978-2-302-01356-8)[7].
9. L'Affaire mentaliste, 2012  (ISBN 978-2-302-01948-5).
10. L'Affaire Marnie, 2013  (ISBN 978-2-302-02712-1).
11. L'Affaire des origines - 1re partie: Jim Mc Kalan, 2014  (ISBN 978-2-302-03724-3).
12. L'Affaire des origines - 2e partie: Jenna Mc Kalan, 2015  (ISBN 978-2-302-04366-4)[8].
13. L'Affaire de la pieuvre , 2017  (ISBN 978-2-302-05958-0)[9].
14. L'Affaire des rois : Épisode 1 , 2018  (ISBN 978-2-302-07128-5).
15. L'Affaire des rois : Épisode 2 , 2020  (ISBN 978-2-302-08930-3)[10].
16. L'Affaire "Crâne", 2024  (ISBN 978-2302093478)

### Documentation
- Charles-Louis Detournay, « Les Arcanes du "Midi-Minuit" dévoilent leurs origines », sur Actua BD, 2 avril 2014.